# 藤原泰通 (藤原惟孝の子)
藤原 泰通（ふじわら の やすみち、生没年不詳）は、平安時代中期の貴族。藤原北家勧修寺流、駿河守・藤原惟孝の子。官位は正四位下・春宮亮。

## 経歴
若年時より左大臣・藤原道長の家司を務める。一条朝前期に六位蔵人を務めながら、左近衛将監・主殿助・式部丞を兼ね、長保2年（1000年）従五位下に叙爵した。
のち、中宮大進・美作介を経て、春宮・敦成親王の春宮大進を務め、この間の寛弘8年（1011年）正五位下に叙せられている。長和5年（1016年）正月に後一条天皇が即位すると五位蔵人に補せられ、2月には民部権少輔を兼ねるが、まもなく春宮大進の功労によって従四位下に叙せられ、1週間ほどで蔵人を去った。翌寛仁元年（1017年）美濃守に任ぜられると、治安元年（1021年）まで務め、この間の寛仁2年（1018年）従四位上、寛仁3年（1019年）正四位下と後一条朝初頭に順調に昇進を果たした。
治安元年（1021年）妻の源隆子が乳母をしていた春宮・敦良親王（のち後朱雀天皇）の春宮亮に任ぜられるが、この時点で美濃守任期満了後の解由状が提出されておらず、人々は驚き怪しんだという。治安3年（1023年）には播磨守を兼ねる。万寿4年（1027年）の国司の任期満了後も引き続き春宮亮を務め、長元4年（1031年）にこれを帯びていた記録が残っているが、長元9年（1036年）の後朱雀天皇の即位までには没したとみられる。

## 官歴
- 長徳3年（997年） 8月1日：見六位蔵人兼左近衛将監[2]
- 長徳4年（998年） 正月25日?：主殿助（帯刀労）[3]。11月22日：見式部丞[2]
- 長保2年（1000年） 正月24日：従五位下?[3]
- 寛弘2年（1005年） 2月20日：中宮大進（中宮・藤原彰子）[4]
- 時期不詳：美作介[5]
- 寛弘5年（1008年） 2月27日：昇殿[6]
- 寛弘8年（1011年） 6月9日：正五位下[2]
- 長和元年（1012年） 日付不詳：辞美作介[7]
- 長和5年（1016年） 正月29日：五位蔵人[4]、元春宮大進[3]。2月3日：民部権少輔[8]。2月6日：従四位下（御即位叙位）[3]。2月8日：昇殿
- 寛仁元年（1017年） 8月10日：春宮昇殿（春宮・敦良親王）[9]。10月4日：見美濃守[4]
- 寛仁2年（1018年） 10月22日：従四位上（上東門院行幸行事賞）[4]
- 寛仁3年（1019年） 12月21日：正四位下（造殷富門功）[4]
- 治安元年（1021年） 日付不詳：辞美濃守[10]。8月29日：春宮亮[4]
- 治安3年（1023年） 12月15日：兼播磨守[4]
- 万寿4年（1027年） 日付不詳：辞播磨守?[11]
- 長元4年（1031年） 正月3日：見春宮亮[9]

## 系譜
『尊卑分脈』による。
- 父：藤原惟孝
- 母：紀文実の娘
- 妻：藤原高節の娘
  - 男子：藤原惟経
- 妻：源隆子（源致時の娘） - 後朱雀天皇乳母、従三位
  - 男子：藤原泰憲
- 生母不詳の子女
  - 男子：藤原邦通
  - 男子：源円
  - 男子：円高
  - 女子：藤原行成室
  - 女子：源経成室
  - 女子：藤原公信室
  - 女子：藤原隆佐室